# 五峰土家族自治县
五峰土家族自治县是中国湖北省宜昌市所辖的一个自治县。五峰土家族自治县位于鄂西南边陲。原名长乐县，1914年更名为五峰县，1984年7月经中国政府批准成立五峰土家族自治县。全县土地面积2372平方公里，县人民政府驻渔洋关镇。

## 行政区划
五峰土家族自治县下辖5个镇、3个乡：
五峰镇、长乐坪镇、渔洋关镇、仁和坪镇、湾潭镇、傅家堰乡、牛庄乡和采花乡。

## 人口
根據全國第七次人口普查統計數據顯示：全县常住人口为171026人(2020年11月1日零時常住人口)。
2010年末，全县常住人口18.89万，民族成分以土家族为主，占总人口84.77%。

## 交通
- 呼北高速、 351国道过境， 宜来高速在建，房五高速已入规划[4][5][6]。

## 地理
五峰土家族自治县位于鄂西南，东邻宜都市、松滋市，西连鹤峰县、巴东县，南接湖南石门县，北靠长阳土家族自治县。

全县辖境皆为山区，属武陵山支脉，系喀斯特地貌，海拔500米以上的山地占总面积的86.3%。全县森林覆盖率达79.1%，森林资源总蓄积量为562万立方米，居湖北省第一位。耕地和村镇主要分布于山间的小盆地中。

五峰县属亚热带季风气候，具有雨量充沛、日照充足、四季分明等特点。因地处山区所以暴雨较多，气候垂直带谱分异明显。年平均气温为12.8℃，年平均降水量在1400毫米左右。

矿产资源较丰富，其中铁、硅石、方解石、重晶石等四类矿产储量和质量较好，煤、黄铁矿、粘土矿有一定开采价值。

## 历史沿革
五峰秦朝时属黔中地，汉朝时隶属武陵郡，明朝洪武六年（1373年）置五峰石宝长官司，十四年废，永乐五年（1407年）复置，清雍正十三年(1735年)改土归流置长乐县，以境内长乐坪得名，隶宜昌府。1914年因与福建长乐县同名改为五峰县，以县址旁五峰山得名。1984年成立五峰土家族自治县。1992年属宜昌市。
2011年4月14日民政部同意县政府驻地由五峰镇迁至渔洋关镇。

## 文化
拥有中国国家级非物质文化遗产三项：五峰土家族薅草锣鼓、土家族打溜子、南曲。

## 名人
- 胡春华：前任中华人民共和国国务院副总理（排名第三），曾任河北省省长，内蒙古自治区党委书记，广东省委书记；中共第十八届、十九届政治局委员。

- 楊仁本：湖北日報資深前主編，退休後享受中國大陸國家級高級公務員退休金待遇。

## 姐妹城市
- 美国马萨诸塞州韦斯特菲尔德